# Barend & Benner
Barend & Benner is een radioprogramma van NPO 3FM met presentatoren Barend van Deelen en Nellie Benner, vergezeld door sidekick/producer Jelmer Gussinklo. Het programma wordt van maandag tot en met donderdag uitgezonden van 16:00 uur t/m 19:00 uur, in de zendtijd van PowNed.

## Geschiedenis
Barend van Deelen werkte van 2009 tot 2016 ook al voor 3FM, maar stapte begin 2017 over naar Radio 538. Bij 538 heeft Barend in 2020 al ervaring opgedaan met het maken van een middagshow toen hij bij De Coen & Sander Show Coen Swijnenberg verving, die toen uit de running was. In juli 2022 werd bekend dat Barend, na vijf jaar 538, zou terugkeren naar NPO 3FM om daar de middagshow te maken. Nellie Benner maakte met dit programma haar debuut als radio-dj. Ook producer Jelmer Gussinklo kwam over van Radio 538.
De eerste uitzending van Barend & Benner was op 3 oktober 2022.

## Programmaformat
Het programma is een mix van muziek en gesprekken tussen Barend, Nellie en Jelmer. Vaak wordt het nieuws van de dag besproken, maar er worden ook veel grappen en grollen gemaakt. Ook wordt er regelmatig gebeld met personen uit de actualiteit.

### Vaste programmaonderdelen
- Bandje, besta je nog?: er wordt gebeld met een lid (meestal de zanger) van een band of formatie die in de vergetelheid is geraakt, of niet meer bestaat.
- 80's tijd: Barend en Nellie dragen allebei een suggestie aan voor een plaat uit de jaren '80, "Menu A" en "Menu B". Luisteraars mogen stemmen wiens 'menuutje' er gedraaid wordt.
- Volgende vraag: Quiz waarbij de kandidaten steeds een vraag moeten onthouden en het antwoord moeten geven na het stellen van de volgende vraag. Degene die aan het eind van de week de meeste goede antwoorden heeft, wint een prijs.
- Maak je debuut in een minuut: Muzikanten kunnen een minuut van hun nummer voor het eerst laten horen op de radio. Luisteraars stemmen op hun favoriet.